# Nganasanere
Nganasanere eller tavgisamojeder er et samojedisk folk som holder til længst nord i Rusland på Tajmyrhalvøen ved Nordishavet i et område, som indgår i Krasnojarsk kraj.
Nganasanerne er verdens nordligst levende folkegruppe. Før det 17. århundrede levede dette folk længere mod syd i Sibirien. Folket som sådan inddeles gerne i avamer, som lever på vestsiden af Tajmyrhalvøen, og vadejever, som lever på østsiden af Tajmyrhalvøen og på tundraen. Nganasanerne taler nganasansk, et sprog som tilhører den uralske sproggruppe.
Ifølge folketællingen for 2002 var der 834 nganasanere i alt. I 1970 opgjordes antallet til ca. 1000 og i 1979 til ca. 900.

## Næringsveje
Traditionelt har dette folk været nomadiske jægere og fiskere, men i løbet af 1900-tallet begyndte de tillige på rendrift for at overleve. De blev da også mere bofaste.

## Religion
Nganasanerne har traditionelt været shamanister, men i 1940-erne bestemte magthaverne i Sovjetunionen sig for at bringe shamanismen til ophør, og shamanerne blev fængslede og de hellige shamanistiske symboler konfiskerede.

## Antal
Ifølge officielle folketællinger er udviklingen i hovedtræk denne:
| År   | Antal | Andel modersmålsbrugere |
| ---- | ----- | ----------------------- |
| 1926 | 807   | 100%                    |
| 1959 | 748   | 93,4%                   |
| 1970 | 953   | 75,4%                   |
| 1979 | 867   | 90,2%                   |
| 1989 | 1.278 | 83,2%                   |